# نشيد الحزب البلشفي
نشيد الحزب البلشفي (بالروسية: Гимн партии большевиков) هي أغنية كتب كلماتها فاسيلي ليبيديف-كوماتش ووضع ألحانها ألكسندر ألكسندروف، كتبت عام 1938 وكانت نشيدًا غير رسمي للحزب البلشفي ما بين الثلاثينات والخمسينات. وعلى قافيتها كتبت ألحان وكلمات نشيد الاتحاد السوفيتي.

## الاستخدام المعاصر
يستخدمه حاليًا حزب شيوعيو روسيا كنشيد رسمي له.